# Ercheia quadriplaga
Ercheia quadriplaga là một loài bướm đêm thuộc họ Noctuidae. Nó được tìm thấy ở châu Á, bao gồm Sulawesi và Celebes.